# Магомед-Эминов, Мадрудин Шамсудинович
Мадруди́н Шамсуди́нович Магомед-Эми́нов (род. 1948, с. Мугерган, Магарамкентский район, Дагестанская АССР) — российский психоаналитик и психолог, доктор психологических наук, профессор, создатель первой в России психологической службы для воинов-ветеранов (1986), один из пионеров исследования посттравматических стрессовых состояний в российской психологии, заведующий научно-исследовательской лабораторией «Личность и стресс», президент Общероссийской общественной организации «Психоаналитическая ассоциация Российской Федерации» (с 1996 г.), директор Психологической службы Союза ветеранов Афганистана (с 1989 г.), член Международного совета психологов (с 1990 г.), главный редактор «Психоаналитической газеты» (с 1997 г.). Председатель Совета РОО «НКА „Московские лезгины“» и Клуба лезгинских интеллектуалов.

## Биография
Родился в селе Мугерган Магарамкентского района республики Дагестан в 1948 г. В 1983 окончил факультет психологии Московского государственного университета им. М. В. Ломоносова. С 1983 г. работает на факультете психологии МГУ им. М. В. Ломоносова и в настоящее время является заведующим кафедрой психологической помощи и ресоциализации (до 2016 года — кафедра экстремальной психологии и психологической помощи) факультета психологии МГУ имени М. В. Ломоносова. С 2001 по 2005 год занимал должность заместителя декана факультета психологии МГУ имени М. В. Ломоносова. Профессор М. Магомед-Эминов преподает спецкурсы по глубинной психологии, групповой психотерапии, посттравматическому стрессу, психоанализу и др. В 1989—1997 гг. организовал лекции и научно-практические семинары по психологии и психоанализу в России и США. Является автором книг «Трансформация личности» (1998), «Экстремальная психология» (2006), "Позитивная психология человека (в 2-х тт.) (2007), «Феномен экстремальности» (2008) и ряда статей по широкому спектру направлений: личность, работа личности, психологическая помощь, экстремальная психология, мотивация и психодиагностика мотивации, новые методы психотерапии, посттравматический стресс, психоанализ и др.
Темы последних научных интересов — проблемы существования «неповседневного в повседневном», места и роли личности в противостоянии обстоятельствам, трансформации идентичности и постмодернистской проблеме «смерти субъекта».

## Некоторые публикации
- Магомед-Эминов, М. Ш. Новые аспекты психотерапии посттравматического стресса. Методические рекомендации. Украинский институт усовершенствования врачей / М. Ш. Магомед-Эминов, Г. И. Кадук, А. Т. Филатов, О. Г. Квасова. — Харьков, 1989. — 36 с. (2 п.л. — авт. вклад 1 п.л.)
- Магомед-Эминов, М. Ш. Мотивация и контроль за действием / М. Ш. Магомед-Эминов, И. А. Васильев. — М.: МГУ, 1991. — 144 с. (9,0 п.л. — авт. вклад 4.5п.л.).
- Магомед-Эминов, М. Ш. Трансформация личности / М. Ш. Магомед-Эминов. — М.: Психоаналитическая ассоциация, 1998. — 496 с. (15,5 п.л.).
- Магомед-Эминов, М. Ш. Новые аспекты психотерапии посттравматического стресса. Методические рекомендации / М. Ш. Магомед-Эминов, Г. И. Кадук, А. Т. Филатов, О. Г. Квасова.- М.: АНОУМО "Инсайт, 2004. — 2-е изд, дополн. и исправл. — 200 с. (5,0 п.л. — авт. вклад 2.5.п.л.).
- Магомед-Эминов, М. Ш. Экстремальная психология. Т.2. / М. Ш. Магомед-Эминов. — М.: Психоаналитическая ассоциация, 2006. — 576 с. (20,0 п.л.).
- Магомед-Эминов, М. Ш. Синдром фронтовика / М. Ш. Магомед-Эминов // Побратим. — М.: Воениздат, 1989. — С. 3 (0,3 п.л.).
- Магомед-Эминов, М. Ш. В поисках душевного равновесия / М. Ш. Магомед-Эминов // Побратим. — М.: Воениздат, 1989. — С. 3 (0,2 п.л.).
- Магомед-Эминов, М. Ш. Актуальные вопросы современной психотерапии / М. Ш. Магомед-Эминов // Новое в психотерапии и немедикаментозном лечении больных на курорте / под ред. Г. И. Кадука. — Харьков, 1990. — С. 62-73 (0,4 п.л.).
- Magomed-Eminov, M. Post-traumatic Stress Disorders as a Loss of the Meaning of Life. / Magomed-Eminov, M. // States of Mind. Ed.D.Halpern A.Voiskunsky. — Oxford Univ. Press., 1997. — P. 238—250 (1,2 п.л.)
- Магомед-Эминов, М. Ш. Понятие психотравмотерапии / М. Ш. Магомед-Эминов // Вызовы эпохи в аспекте психологической и психотерапевтической науки: материалы конференции. — Казань, 2004. — С. 28-31 (0,25 п.л.).
- Магомед-Эминов, М. Ш. Теория и практика оказания психологической помощи: современное состояние проблемы психологии уцелевшего / М. Ш. Магомед-Эминов // Психологическая помощь / под ред. М. Ш. Магомед-Эминова. — М.: ПАРФ, 2004. — С. 5-33 (0,7 п.л.).
- Магомед-Эминов, М. Ш. Феномен посттравматического роста / М. Ш. Магомед-Эминов // Вестник Тамбовского университета. Гуманитарные науки. — 2009. — Вып.3 (71). — С. 111—117 (0,7 п.л.).
- Магомед-Эминов, М. Ш. Монодеятельностное и полидеятельностное определение личности // Психология человека как субъекта познания, общения и деятельности / Отв. ред. В. В. Знаков, А. Л. Журавлёв. — М.: Изд-во «Институт психологии РАН», 2018, с.135-143.
- Магомед-Эминов М.Ш. Психологические рекомендации о поведении и деятельности человека в экстремальной ситуации пандемии (COVID-19) // Пресс-служба МГУ. — 2020.